# Rinaldo Caggiano
Rinaldo Anciutti Caggiano (22 de octubre de 1964) es un deportista brasileño que compitió en judo. Ganó medalla de oro en los Juegos Panamericanos de 1987 en la categoría de –86 kg.

## Palmarés internacional
| Juegos Panamericanos | Juegos Panamericanos          | Juegos Panamericanos | Juegos Panamericanos |
| Año                  | Lugar                         | Medalla              | Categoría            |
| -------------------- | ----------------------------- | -------------------- | -------------------- |
| 1987                 | Indianápolis (Estados Unidos) | Medalla de oro       | –86 kg               |